# Ry (kloster)

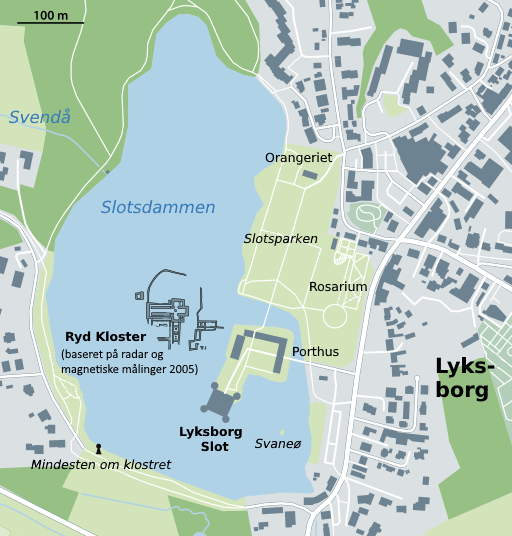
Ryd Klosters placerering i den nuvarande slottsdammen vid Glücksburgs slott (Lyksborg på danska).

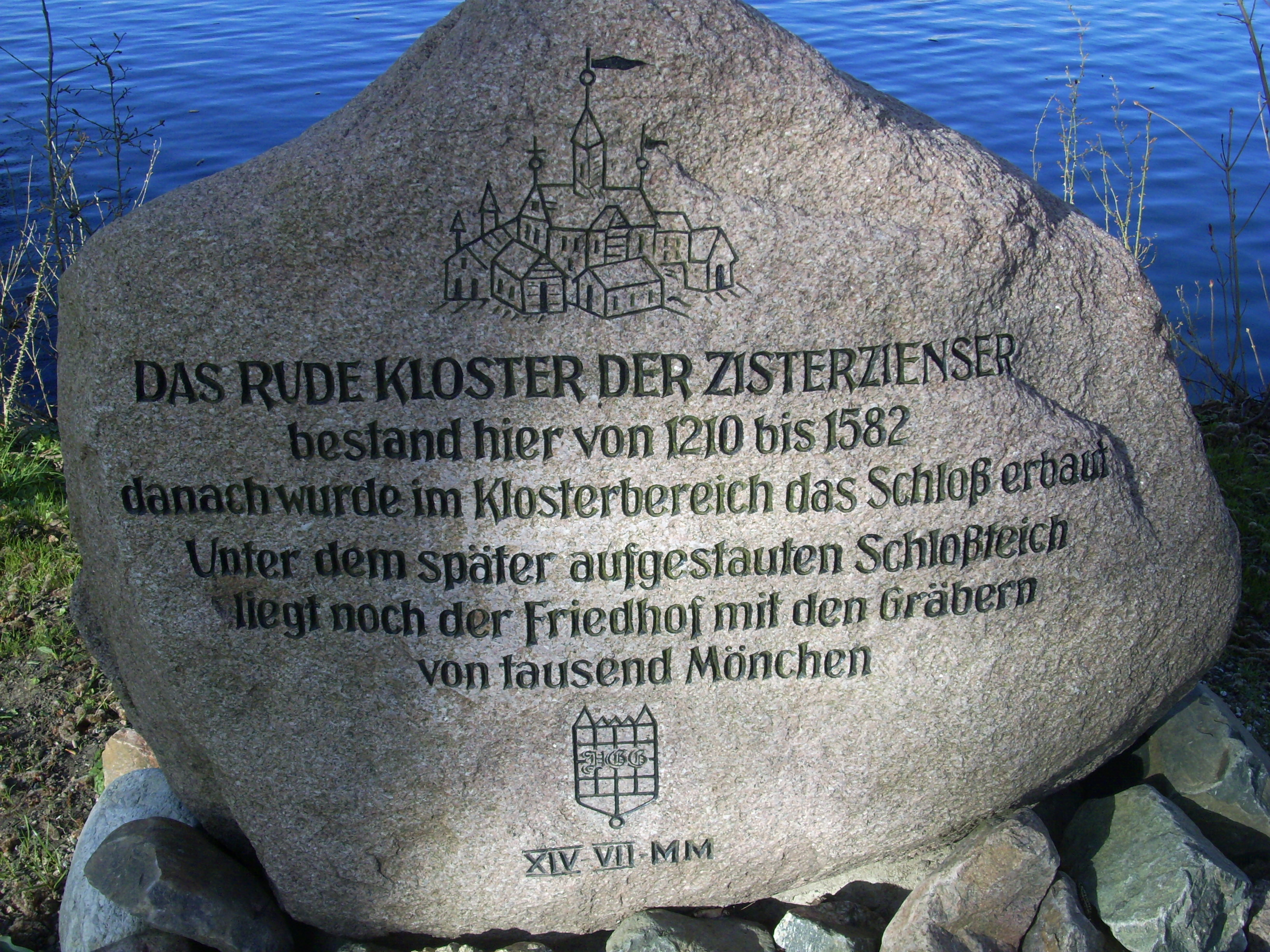
Minnessten över klostret, placerad nära Glücksburgs slott..

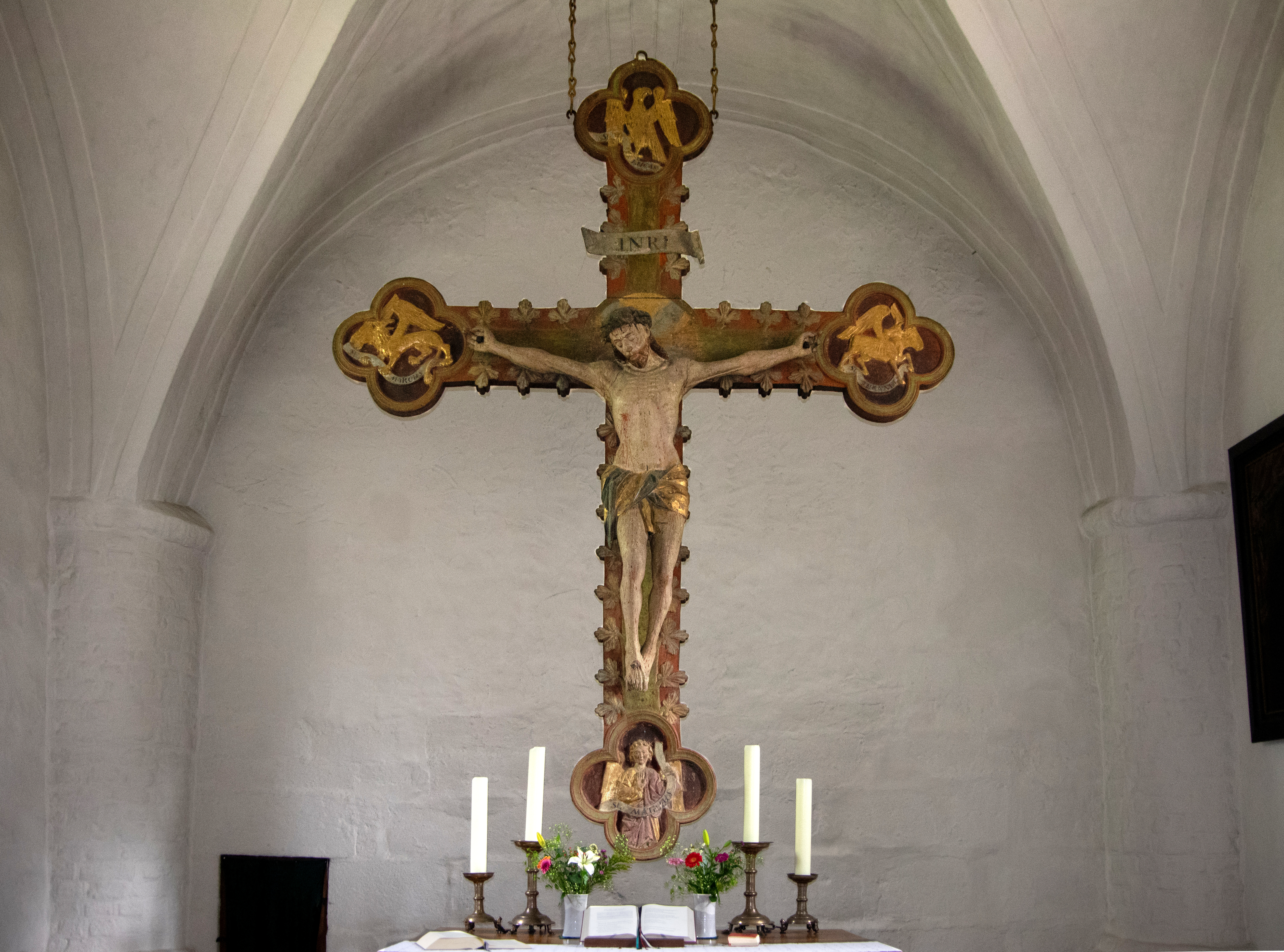
Klosterkyrkans triumfkrucifix finns i dag i Sankt Laurentiuskyrkan i Munkbrarup, Tyskland.

Ry eller Ryd kloster, danskt cistercienskloster vid Flensburgsfjordens sydsida i norra Tyskland på gränsen till Danmark, anlagt 1210 av biskop Niels i Slesvig i stället för det forna Guldholm kloster. Där författades omkring 1300 Ryd-årbogen, en viktig historisk källskrift.
Ry indrogs till kronan efter reformationen och överlämnades 1582 av Fredrik II till hans bror Hans d.y., som lät riva det och på dess tomt uppförde Glyksborg (nuvarande Glücksburgs) slott.
År 2005 påträffade arkeologer klostrets ruiner på bottnen av nuvarande slottsdammen vid Glücksburg.